# Одноробовский сельский совет
Одноро́бовский се́льский сове́т — входил до 2020 года в состав Золочевского района Харьковской области Украины.
Административный центр сельского совета находился в селе Одноробовка.

## История
- 1926 — дата образования данного сельского Совета депутатов трудящихся из бывшей ... волости бывшего Богодуховского уезда ликвидированной перед тем, в 1925 году, Харьковской губернии Украинской Советской Социалистической Республики.
- С 1926 года — в составе Золочевского района Харьковского о́круга), с февраля 1932 — в Харьковской области УССР.
- После 17 июля 2020 года в рамках административно-территориальной реформы по новому делению Харьковской области[2][3] данный сельский совет, как и весь Золочевский район Харьковской области, был упразднён; входящие в него населённые пункты и его территории присоединены к … территориальной общине Богодуховского района.
- Сельсовет просуществовал 94 года.

## Населённые пункты совета
- село Одноробовка
- село Борохи
- село Греси
- село Ковали
- село Мартыновка
- посёлок Муравское
- село Петровка
- село Постольное
- посёлок Снеги
- село Стогнии
- село Цилюрики